# Ceratitis
Genre
Ceratitis est un genre d'insectes diptères de la famille des Tephritidae (un des nombreux genres de mouches des fruits).

## Liste de sous-genres
Selon ITIS (17 novembre 2024) :
- Ceratitis (Ceratalaspis) Hancock, 1984
- Ceratitis (Ceratitis) Macleay, 1829
- Ceratitis (Hoplolophomyia) Bezzi, 1926
- Ceratitis (Pardalaspis) Bezzi, 1918
- Ceratitis (Pterandrus) Bezzi, 1918

## Espèces

### Sous-genreAcropteromma
- Ceratitis munroana (Bezzi)

### Sous-genreCeratalaspis
- Ceratitis aliena (Bezzi)
- Ceratitis andranotobaka Hancock
- Ceratitis antistictica Bezzi
- Ceratitis argenteobrunnea Munro
- Ceratitis brucei Munro
- Ceratitis connexa (Bezzi)
- Ceratitis contramedia (Munro)
- Ceratitis cosyra (Walker)
- Ceratitis discussa Munro
- Ceratitis divaricata (Munro)
- Ceratitis dumeti Munro
- Ceratitis epixantha (Hering)
- Ceratitis grahami Munro
- Ceratitis guttiformis Munro
- Ceratitis hancocki De Meyer
- Ceratitis lentigera Munro
- Ceratitis lineata (Hering)
- Ceratitis lunata Munro
- Ceratitis marriotti Munro
- Ceratitis mlimaensis De Meyer
- Ceratitis morstatti Bezzi
- Ceratitis nana Munro
- Ceratitis neostictica De Meyer
- Ceratitis ovalis Munro
- Ceratitis paradumeti De Meyer
- Ceratitis quinaria (Bezzi)
- Ceratitis scaevolae (Munro)
- Ceratitis silvestrii Bezzi
- Ceratitis simi Munro
- Ceratitis stictica Bezzi
- Ceratitis striatella (Munro)
- Ceratitis sucini De Meyer
- Ceratitis turneri (Munro)
- Ceratitis venusta (Munro)

### Sous-genreCeratitis
- Ceratitis brachychaeta Freidberg
- Ceratitis caetrata Munro
- Ceratitis capitata (Wiedemann)
- Ceratitis catoirii Guérin-Méneville
- Ceratitis cornuta (Bezzi)
- Ceratitis malgassa Munro
- Ceratitis manjakatompo Hancock
- Ceratitis pinax Munro

### Sous-genreHoplolophomyia
- Ceratitis cristata (Bezzi)

### Sous-genrePardalaspis
- Ceratitis bremii Guérin-Méneville
- Ceratitis cuthbertsoni (Munro)
- Ceratitis ditissima (Munro)
- Ceratitis edwardsi (Munro)
- Ceratitis hamata De Meyer
- Ceratitis munroi De Meyer
- Ceratitis punctata (Wiedemann)
- Ceratitis semipunctata De Meyer
- Ceratitis serrata De Meyer
- Ceratitis zairensis De Meyer

### Sous-genrePterandrus
- Ceratitis acicularis (Munro)
- Ceratitis anonae Graham
- Ceratitis bicincta Enderlein
- Ceratitis chirinda (Hancock)
- Ceratitis colae Silvestri
- Ceratitis curvata (Munro)
- Ceratitis faceta Enderlein
- Ceratitis flexuosa (Walker)
- Ceratitis fulicoides (Munro)
- Ceratitis gravinotata (Munro)
- Ceratitis inauratipes (Munro)
- Ceratitis lepida (Munro)
- Ceratitis lobata Munro
- Ceratitis melanopus (Hering)
- Ceratitis pedestris (Bezzi)
- Ceratitis penicillata (Bigot)
- Ceratitis pinnatifemur Enderlein
- Ceratitis podocarpi (Bezzi)
- Ceratitis querita (Munro)
- Ceratitis rosa Karsch
- Ceratitis roubaudi (Bezzi)
- Ceratitis rubivora (Coquillett)
- Ceratitis tananarivana Hancock
- Ceratitis tripteris (Munro)

### Sous-genre inconnu
- Ceratitis fasciventris (Bezzi)